# Halle Michelin
La halle Michelin est un bâtiment situé dans le quartier de l'Amphithéâtre à Metz. La halle est conçue par Nicolas Michelin, architecte urbaniste français également maître d’œuvre urbain de la zone d'aménagement concertée située, comme son nom l'indique, sur le site archéologique souterrain d’un ancien amphithéâtre gallo-romain.

## Description architecturale
La halle rend invisible le centre Pompidou-Metz de la gare et a, en réalité, durablement compromis le site archéologique de l'Amphithéâtre romain. L'édifice s'étend dans le sens de la longueur en bordure du parvis des droits de l'Homme, dalle piétonne inclinée qui recouvre un parking souterrain et dont les dimensions reproduisent celles de la piazza Beaubourg.
Le bâtiment est surélevé par rapport au niveau de l'avenue François-Mitterrand dans laquelle ses fondations ont été coulées. La face sud de la halle donne donc sur l'avenue François-Mitterrand tandis que la face nord s'ouvre sur le parvis auquel elle est amarrée. Trois percées permettent aux piétons de passer d'un côté à l'autre, via de larges escaliers traversant le bâtiment dans son niveau inférieur.
La singularité du projet confère à l'utilisation de poutres métalliques assurant à la fois l’armature principale du bâtiment mais aussi constituant un des vecteurs de son identité visuelle, puisque ces poutres demeurent apparentes de l'extérieur. Cette halle qui s'étend sur 180 mètres de longueur et s’élève sur trois niveaux et demi en surplombant l'une des entrées et l'une des sorties du parking Centre-Pompidou (702 places) se compose ainsi principalement de verre et d'acier.
Elle est labellisée très haute performance énergétique, ensemble de normes et de prescriptions réglementaires garantissant des performances énergétiques, sanitaires et environnementales du bâtiment au niveau de sa conception et de son entretien. La charpente métallique emploie de l'acier lorrain produit dans les ateliers de Yutz.

## Projet

### Première version retravaillée
Initialement, le projet porté par la ville de Metz en 2005 devait accompagner l'ouverture du centre Pompidou-Metz lors de son inauguration en 2010. Nicolas Michelin souhaitait y proposer une mixité d'usages (ateliers d'artistes, hôtel, brasseries, restaurants, commerces et bureaux), mais la crise de 2009 a retardé le projet et nécessité de le retravailler afin de le rendre viable dans un contexte économique difficile.

### Projet relancé en 2010
Sous l’impulsion de la communauté d'agglomération de Metz Métropole, le projet est relancé en 2010. Le bâtiment deviendra la première pierre d'un soi-disant quartier d'affaires en abritant les locaux du siège de la caisse d'épargne régionale (Caisse d'Épargne Lorraine-Champagne-Ardennes). Nicolas Michelin doit alors adapter son projet à la nouvelle donne en élargissant la halle (12,5 mètres contre 9,5 mètres auparavant) afin de répondre aux besoins importants en bureaux du siège bancaire, bien que cette dernière ne soit que locataire. Le projet initial, qui devait offrir 4 000 m² de commerces et 1 560 m² de bureaux, comprendra finalement 9 cellules pour plus de 1 700 m² de commerces et de restaurants, ainsi que 6 000 m2 partagés entre des espaces de bureaux et un hôtel trois étoiles de 80 chambres. Certaines boutiques donneront sur l'avenue François-Mitterrand et d'autres seront ouvertes sur le parvis des droits de l'Homme.

## Construction
Les premiers travaux débutent en 2011. Une cérémonie célèbre le serrage du premier boulon de la charpente métallique le 27 mars 2012 en présence de Dominique Gros et Jean-Luc Bohl. Il est rappelé à cette occasion que la halle, composée d'une charpente métallique de 800 tonnes et de 6 000 m² de façades vitrées constituera un édifice permettant de « guider par transparence le regard vers le centre Pompidou ».
La halle Michelin est inaugurée en 2013.